# 팔라딘스
《팔라딘스》(Paladins: Champions of the Realm)는 하이레즈 스튜디오의 부분 유료화 온라인 히어로 슈팅 비디오 게임이다. 이 게임은 하이레즈의 내부 스튜디오 이블 모조 게임스가 개발하였으며 2016년 마이크로소프트 윈도우, 플레이스테이션 4, 엑스박스 원, 닌텐도 스위치용으로 출시되었다.

## 줄거리
팔라딘의 배경은 공상과학 판타지 세계이다. 검 대신 샷건, 돌격용 자동 소총 등 무기들을 사용하는 병사들을 포함한 판타지와 SF의 요소들이 존재한다.
팔라딘 세상에서는 매지스트레이트(Magistrate)와 팔라딘이라는 파벌 간 충돌이 발생한다. 정규 보병의 사상을 최소화하기 위해 챔피언들이 모집된다. 정규병사보다 전투 면에서 더 효율적인 까닭에 챔피언들은 특수부대로 간주된다.

## 게임플레이
팔라딘은 챔피언이라는 이름의 여러 캐릭터들을 제공하며 플레이어가 게임 세션 중에 선택이 가능하다. 이 챔피언들 각자는 다음의 분류에 속하게 된다: 프론트 라인, 대미지, 서포트, 플랭크.

## 챔피언
이 게임은 챔피언이라는 이름의 44명의 플레이 가능한 캐릭터들이 있으며 각기 고유한 능력, 재능, 옷, 무기들이 있다.

### 프론트 라인
1. Ash
2. Atlas
3. Barik
4. Fernando
5. Inara
6. Khan
7. Makoa
8. Raum
9. Ruckus
10. Terminus
11. Torvald

### 대미지
1. Bomb King
2. Cassie
3. Dredge
4. Drogoz
5. Imani
6. Kinessa
7. Lian
8. Sha Lin
9. Strix
10. Tiberius
11. Tyra
12. Viktor
13. Vivian
14. Willo

### 서포트
1. Furia
2. Grohk
3. Grover
4. Io
5. Jenos
6. Mal'Damba
7. Pip
8. Series
9. Ying

### 플랭크
1. Androxus
2. Buck
3. Evie
4. Koga
5. Lex
6. Maeve
7. Moji
8. Skye
9. Talus
10. Zhin

## 평가
| 평가                                                               |                       |
| ------------------------------------------------------------------ | --------------------- |
| 통합 점수 통합사 점수 메타크리틱 PC: 83/100 [ 1 ] NS: 74/100 [ 2 ] |                       |
| 통합 점수                                                          |                       |
| 통합사                                                             | 점수                  |
| 메타크리틱                                                         | PC: 83/100 NS: 74/100 |